# 다이아몬드 화이트
다이아몬드 화이트(Diamond White, 1999년 1월 1일 ~ )는 미국의 가수, 배우이다. 미국의 음악 경연 프로그램 《더 엑스 팩터》 시즌 2 참가자이다.

## 음반 목록

### EP
- Pressure (2015)